# اوتكبا اونيجي
اوتكبا اونيجي (بالإنجليزية: Otekpa Eneji)‏ (5 فبراير 1989 في نيجيريا - ) هو لاعب كرة قدم نيجيري في مركز الوسط. شارك مع منتخب نيجيريا لكرة القدم. أما مع النوادي، فقد لعب مع رانشرز بيز وكانو بيلارس ولوبي ستارز ونادي إنييمبا إنترناشونال وبي سي سي ليونس ‏.

## وصلات خارجية
- اوتكبا اونيجي على موقع قاعدة بيانات كرة القدم.إي يو (الإنجليزية)